# نانوپوشش‌های خودتمیزشونده
نانوپوشش‌های خودتمیزشونده معمولاً روکش یا پوشش، به لایه نازکی گفته می‌شود که بر روی ماده کشیده می‌شود تا ویژگی‌های سطح ماده مورد نظر را بهبود بخشیده یا برای آن، جلوه و سیمای بهتری ایجاد کند. در طراحی معماری، از بسیاری از مصالح طبیعی استفاده می‌شود که دارای ویژگی‌های مطلوب بصری و ظاهری هستند، اما از دوام و پایداری خوبی در برابر عوامل مهاجم برخوردار نیستند و نیازمند لایه‌ها و پوشش‌های محافظی بر روی جبهه خارجی خود هستند. افزون بر این، مطلوبیت‌هایی مانند رفع آلودگی یا خود تمیز شوندگی بر روی نما به وسیله پوشش میسر می‌شود. پوشش‌های رنگی خود تمیز شونده در این گستره تعریف قرار می‌گیرند.

## مبانی خودتمیز شوندگی
در عمل، تمیز کردن سطوح نماسازی، با مشکلات متعددی توأم است. مسایلی از قبیل مصرف مقادیر زیاد انرژی و مواد شوینده شیمیایی و به تبع آن هزینه‌های زیاد، به منظور درک فرایند خودتمیزشوندگی نما، تعقیب دو مسیر را پیش رو داریم:
۱- ویژگی آب گریزی
۲- آب دوستی
میزان تر شدگی یک جسم جامد با آب بستگی به ارتباط بین نیروهای کشش بین سطحی (آب و هوا، آب و جسم جامد و هوا و جسم جامد) دارد.
نسبت بین این نیروهای کششی است که زاویه تماس قطرات آب با پوشش را تعیین می‌کند.
زاویه تماس صفر درجه، به معنای ترشدگی کامل و زاویه ۱۸۰درجه، به معنای خشک ماندن کامل است.
یکی از موادی که در این زمینه بسیار پرکاربرد می‌باشد دی اکسید تیتانیم با فرمول شیمیایی TiO2 می‌باشد. در سال‌های اخیر تحقیقات بسیار زیادی در این خصوص صورت گرفته‌است و ماده دی اکسید تیتانیم خواص خودتمیزشوندگی بسیار خوبی از خود به نمایش گذاشته است. در این خصوص می‌توان برای کسب اطلاعات بیشتر به کتاب «آشنایی با روش‌های سنتز و خواص فیزیکی نانو کامپوزیت‌های سرامیکی خودتمیزشونده» تألیف سامیار اسفندیاری که توسط انتشارات ناقوس چاپ شده‌است مراجعه کرده و اطلاعاتی در این خصوص کسب نمایید.
۲٫۱-خودتمیز شوندگی با الهام از برگ نیلوفر آبی'
منبع الهام پوشش‌های خود تمیز شونده به گیاه نیلوفر آبی بازمی‌گردد. معمولاً اصطلاح اثر نیلوفر آبی که یادآور به هم پیوستن قطرات کوچک آب چکیده شده بر روی گل نیلوفر آبی است، بر این اساس، نیروهای کشش سطحی موجب می‌شوند تا آب به محض تماس با این سطوح، به شکل قطره درآید و ذرات آلاینده موجود بر روی سطح، به قطرات آب چسبیده و با غلتیدن قطرات آب، آلودگی‌ها نیز از سطوح زدوده می‌شود.
وجود این زیر ساختارها، پوشش‌های آب گریزی که امروزه تولید شده‌اند، حتی از امکان خیس شدگی کمتری برخوردارند. این نوع پوشش زبر به وسیله افزودن ترکیباتی که خود نوعی ماده آب گریز است، بر روی نوک زایه‌ها افزایش می‌یابد.
بر روی برگ نیلوفر آبی قطرات آب به جای جذب شدن به یکدیگر پیوسته و روی برگ می‌غلطند و بر سر راه خود کثیفی و آلودگی‌های نشسته روی سطح را می‌زدایند.
اثر نیلوفر آبی مناسب پوشش‌هایی است که به‌طور مداوم در معرض گرد و غبار یا مقدار زیادی بارش باران یا زهکشی آب هستند.

## رنگ خود تمیز شونده محصول نانو
برای ساخت رنگ‌های نانو، هم از نانو ذرات آلی و طبیعی و هم از نانو ذرات غیرآلی به عنوان رنگ‌دانه استفاده می‌شود. اگر نانو ذرات غیرآلی به خوبی در ساختار رنگ پخش شده باشند و از یکنواختی و همگنی خوبی بهره‌مند باشند، رنگ کیفیت بسیارخوبی پیدا می‌کند.
یکی از ویژگی‌های مهم که در رنگ‌های نوین نانو بنیان مورد توجه قرار گرفته‌است، کیفیت خود تمیز شوندگی است که در آن، آلاینده‌ها یا دیگر مواد خارجی، به سطح رنگ نچسبیده و به وسیله عوامل طبیعی (باد و باران) زدوده شده یا اینکه به قدری سست هستند که بتوان با پاک کردن سطح، به آسانی آن را محو کرد. رنگ‌های خود تمیزشونده به قدری نازکند (به سبب نانو مقیاس بودن) که کاملاً شفاف بوده و کیفیت ظاهری سطح را تغییر نمی‌دهد.

## نمونه‌های موردی

### ساختمان تجاری، پولا، کرواسی
معمار: روزان آرکیتکتورا، آندریا روزان
نانوماده مورد استفاده: رنگ خود تمیز شونده (اثر نیلوفر آبی)
این بنا که ساختمان یک شرکت طراحی نورپردازی است. نسبت به محیط اطرافش کاملاً شاخص است. فرم مجسمه گونه اغراق‌آمیز این ساختمان به نظر ساده می‌رسد اما در کل، بنا را غیرمعمولی جلوه می‌دهد.

### پروژه مسکونی اشترابرگ، هامبورگ، آلمان
معمار: رنر هینکه ورث آرشیتکتن
نانوماده مورد استفاده: رنگ خود تمیز شونده (اثر نیلوفر آبی)
این پروژه در حقیقت بازسازی یک مجتمع مسکونی احداث شده در دهه ۷۰بود. طراحان تصمیم گرفتند که از رنگ‌های خود تمیز شونده برای رنگ آمیزی نما استفاده کنند.
این مجتمع مسکونی از چند بلوک ساختمانی بلند و تعدادی بلوک ساختمانی کوتاه چند طبقه و تراس دار تشکیل شده‌است.
نمای بازسازی شده مجتمع، با پوششی از سیستم عایق حرارتی کامپوزیت پوشانده شده که حاوی رنگ‌دانه‌هایی به رنگ قرمز و قهوه‌ای روشن است.
استفاده از رنگ‌های گرم بین رنگ‌های زرد و قرمز، سبب معطوف شدن توجه افراد به ورودی ساختمانها شده‌است. لازمه انجام عملکرد خود تمیز شوندگی بر اساس اثر نیلوفر آبی، وجود حجم کافی آب است و از آنجا که شهر هامبورگ، شهر پر بارانی است، استفاده از رنگ‌های خود تمیز شونده در نما را می‌توان از انتخاب‌های هوشمندانه گروه طراح این مجموعه ساختمانی برشمرد.